# Tony Kanal
Tony Ashwin Kanal est le bassiste du groupe No Doubt. Il est né le 27 août 1970 à Kingsburry, Londres (Royaume-Uni) et d'origine indienne.
En juillet 2005, Tony Kanal se joignit aux premiers concerts du projet de Perry Farrell, chanteur de Jane's Addiction et Porno for Pyros, Satellite Party, notamment lors du festival Lollapalooza de Grant Park à Chicago.

## Biographie

### Enfance
Né le 27 août 1970 à Kingsbury, Londres en Angleterre. Ses parents Galub et Lajju, sont tous les deux d'originaires d'Inde et émigrés d'Inde. 
Il a passé la majorité de son enfance dans cette ville, mais il aussi passé de brèves périodes à Toronto, au Canada, ainsi que dans l'Indiana, aux États-Unis, avant de finalement retourner à Londres. Il a alors l'âge de onze ans lorsque ses parents décident de s'installer, de manière définitive aux États-Unis, en Californie où ils ouvrent une boutique appelée Kanal's Gifts and Fashion.

### Vie privée
Il se marie en 2011 à  Erin Lokitz avec laquelle il a deux filles, Coco Reese Lakshmi Kanal née le 24 janvier 2011 et Saffron Rose Kiran Kanal née le 22 novembre 2013.
Il a un frère, Neil. C'est le compositeur principal du groupe avec Gwen Stefani, avec qui il a fait ses études en faculté et avec laquelle il a eu une relation entre 1989 et 1994.

### Carrière musicale
Tony commencera à jouer du saxophone, suggestion de son père dont c'était l'instrument favori. Plus tard, il apprendra à jouer à la basse de son ami Dave Carpenter. Il rejoindra alors No Doubt en tant que bassiste. Tony a déclaré que ses parents ont finalement été en faveur de sa décision malgré le fait qu'ils auraient préféré qu'il poursuive ses études afin qu'il se prépare à une carrière de "sécurité". En effet, ses parents le réprimandaient souvent car Tony consacrait beaucoup trop de temps à la musique au détriment de ses études. Tony était inscrit à la California State University (Fullerton) pour se spécialiser en psychologie. Gwen Stefani tombe amoureuse de Tony quand il rejoint No Doubt, mais il préfère la repousser parce que selon lui la présence de son frère dans le groupe semble instaurer une règle tacite interdisant à chacun des membres de flirter avec elle. Ils commencent toutefois à sortir ensemble et deviennent inséparables au début des années 1990. Gwen explique qu’elle s’est énormément investie dans cette relation: « Tout ce que j'ai jamais fait c’était de regarder Tony et de prier Dieu pour qu’il me laisse avoir un bébé de lui ». Tony met un terme à cette histoire d’amour en expliquant qu’il avait « besoin d’espace ».
En octobre 1991, No Doubt entre en studio grâce à l'aide du producteur Dito Godwin. Néanmoins après le succès mitigé de leur premier album éponyme, Interscope Records refuse alors de donner une seconde chance au groupe, jugeant leur style dépassé (la vague ska était alors terminée). C’est alors que No Doubt décide de produire lui-même un second album, de dix titres, intitulé The Beacon Street Collection en référence à la rue du garage (celui de Tom Dumont) où ils ont enregistré durant deux ans. Après, seul Interscope Records leur propose d'enregistrer un nouvel album qui rendra le groupe célèbre, grâce à la chanson Don't Speak faisant référence à la rupture entre Tony et Gwen Stefani, la chanteuse du groupe. 
Lorsque No Doubt fait une pause, Tony Kanal commence alors une carrière derrière la console de mixage. En 2004, il produit trois chansons pour la bande originale de 50 First Dates. Il produit et coécrit également trois titres du premier album solo de Gwen Stefani : Love. Angel. Music. Baby. ; ensuite, il produit le premier album d'Elan Atias Together as One qui sortira en juin 2006. La même année Tony travaillera de nouveau avec Gwen Stefani pour son second album, The Sweet Escape. Il a créé plusieurs remixes, notamment ceux de Girl Hollaback de Stefani et Ether de Gang of Four. Kanal a produit, également en 2006, la chanson Rent pour le groupe ska punk  Pepper de l'album No Shame.
En 2008, il a collaboré sur deux chansons intitulées Sober et Funhouse avec Pink pour son album Funhouse et a également chanté le back-up sur Crystal Ball.
À la fin de 2009, il a coécrit et joué de la basse pour une chanson de l'ancienne Pussycat Doll, Kimberly Wyatt pour son premier album solo.
Tony a également contribué à la septième chanson de l'album de Weezer, Hurley en 2010. Il recevra une récompense pour la coécriture de la chanson Smart Girls.

### Retour au studio avec No Doubt
Durant la promotion du second album de Gwen Stefani, le reste de la formation est alors en studio pour commencer un nouvel album que la chanteuse complèterait ensuite. En mars 2008, le groupe commencera à envoyer régulièrement des messages via internet à leurs fans pour les informer de l'avancement de leur projet. Le 28 ils annonceront que l'écriture commencera, mais elle sera lente à cause de la seconde grossesse de la chanteuse.      